# Mugilogobius duospilus
Mugilogobius duospilus är en fiskart som först beskrevs av Fowler, 1953.  Mugilogobius duospilus ingår i släktet Mugilogobius och familjen smörbultsfiskar. Inga underarter finns listade i Catalogue of Life.